# West Harlsey
West Harlsey est un village et une paroisse civile du Yorkshire du Nord, en Angleterre.